# Tweede divisie 2023/24
Het seizoen 2023/24 is het tweeëntwintigste seizoen in het bestaan van de Nederlandse Tweede Divisie. De voetbalcompetitie, georganiseerd door de KNVB, is het derde niveau binnen het Nederlandse voetbal, achter de eerste divisie en voor de derde divisie. De competitie bestaat ook onder een sponsornaam, namelijk Betnation Divisie 2023/24 (tot vorig seizoen Jack's League).
Op 2 oktober 2017 hebben vertegenwoordigers van amateur- en betaald voetbal tijdens de buitengewone bondsvergadering van de KNVB overeenstemming bereikt over het te volgen traject naar vernieuwing van de voetbalpiramide. 
Tijdens de buitengewone bondsvergadering van 7 juni 2018 werd er overeenstemming bereikt over het  aantal toegestane belofteteams in elke divisie. Voor de tweede divisie zijn dat er twee. Ook werd er besloten dat er alleen nog in de tweede divisie twee belofte-elftallen zouden uitkomen en de overige belofteteams in de nieuwe "Onder 21"-competitie. Daaraan gekoppeld is een eigen degradatieregeling.
Na twee keer een verlenging van de niet-existerende promotie-/degradatieregeling kwam men in 2022 met het besluit om in de komende vijf tot tien seizoenen geen verplichte promotie-/degradatieregeling tussen eerste en tweede divisie op te stellen. Op de bondsvergadering van 22 juni 2022 werd wel aangekondigd om met een voorstel te komen voor een toetredingsregeling naar de eerste divisie.

## Opzet
Het is van belang of we met een eerste elftal (standaardelftal) van een voetbalvereniging of met een tweede elftal, ook wel reserve-elftal of belofte-elftal genoemd, te maken hebben. Voor dit seizoen spelen er in de tweede divisie twee belofte-elftallen, te weten Jong Sparta Rotterdam en Jong Almere City FC.
Voor promotie geldt:
- Indien het laagst geëindigde belofte-elftal in de eerste divisie op de plaatsen negentien of twintig eindigt, promoveert een belofteploeg rechtstreeks vanuit de tweede divisie als die op plaats één of twee eindigt.
- Indien het laagst geëindigde belofte-elftal in de eerste divisie op de plaatsen elf tot en met achttien eindigt en een belofte-elftal wordt kampioen in de tweede divisie, vindt er een beslissingswedstrijd plaats om één plaats in de eerste divisie.
- Indien het laagst geëindigde belofte-elftal in de eerste divisie in het linkerrijtje (top tien) eindigt, vindt er geen promotie en degradatie plaats tussen de eerste divisie en tweede divisie.

Voor degradatie geldt:
- De twee standaardelftallen die, uitgaande van alleen de eerste elftallen, als zestiende en zeventiende eindigen, spelen een nacompetitie voor klassebehoud met de periodekampioenen van de derde divisie om één plaats in de tweede divisie.
- Het standaardelftal dat, uitgaande van alleen de eerste elftallen, als achttiende eindigt, degradeert naar de derde divisie.
- Indien het laagst geëindigde belofte-elftal in de tweede divisie op de plaatsen zeventien of achttien eindigt, degradeert het direct naar de Onder 21-competitie.
- Indien het laagst geëindigde belofte-elftal in de tweede divisie op de plaatsen tien tot en met zestien eindigt, speelt het een beslissingswedstrijd tegen de kampioen van de Onder 21-competitie voor één plaats in de tweede divisie.
- Indien het laagst geëindigde belofte-elftal in de tweede divisie in het linkerrijtje (top negen) eindigt, vindt er geen promotie en degradatie plaats tussen de tweede divisie en de Onder 21-competitie.

## Speeldagen
In het algemeen zullen wedstrijden tussen twee zaterdagploegen op zaterdagmiddag, tussen een zaterdag- en zondagploeg op zaterdagavond, tussen twee zondagploegen op zondagmiddag en tussen twee belofteploegen op een zaterdag of zondag gespeeld worden.

## Ploegen
| Ploeg                 | Plaats          | Accommodatie                   | Cap.  | Speeldag  |
| --------------------- | --------------- | ------------------------------ | ----- | --------- |
| ACV                   | Assen           | Catawiki-Sportpark             | 5.000 | Zaterdag* |
| ADO '20               | Heemskerk       | Sportpark de Vlotter           | 4.500 | Zondag    |
| AFC                   | Amsterdam       | Sportpark Goed Genoeg          | 3.000 | Zondag    |
| Excelsior Maassluis   | Maassluis       | Sportpark Dijkpolder           | 5.000 | Zaterdag* |
| GVVV                  | Veenendaal      | Sportpark Panhuis              | 4.500 | Zaterdag* |
| HHC Hardenberg        | Hardenberg      | Sportpark De Boshoek           | 4.500 | Zaterdag* |
| Koninklijke HFC       | Haarlem         | Sportpark Spanjaardslaan       | 1.500 | Zondag    |
| Jong Almere City      | Almere          | Yanmar Stadion                 | 4.000 | Zaterdag  |
| Jong Sparta Rotterdam | Rotterdam       | Sportcomplex Nieuw Terbregge ¹ | 5.000 | Zaterdag  |
| VV Katwijk            | Katwijk-Noord   | Sportpark De Krom              | 6.000 | Zaterdag* |
| Kozakken Boys         | Werkendam       | Sportpark De Zwaaier           | 4.000 | Zaterdag* |
| FC Lisse              | Lisse           | Sportpark Ter Specke           | 7.000 | Zaterdag  |
| VV Noordwijk          | Noordwijk       | Sportpark Duinwetering         | 6.100 | Zaterdag* |
| Quick Boys            | Katwijk aan Zee | Sportpark Nieuw Zuid           | 8.100 | Zaterdag* |
| Rijnsburgse Boys      | Rijnsburg       | Sportpark Middelmors           | 6.100 | Zaterdag* |
| SVV Scheveningen      | Den Haag        | Sportpark Houtrust             | 3.500 | Zaterdag* |
| SV Spakenburg         | Spakenburg      | Sportpark De Westmaat          | 8.200 | Zaterdag* |
| De Treffers           | Groesbeek       | Sportpark Zuid                 | 4.000 | Zondag    |

* Principiële zaterdagclubs spelen hun wedstrijden altijd op zaterdag.

1. Jong Sparta Rotterdam wijkt in de eerste maanden uit naar Sportpark Dijkpolder in Maassluis, net als het gehele vorige seizoen. In de loop van het seizoen wordt het gerenoveerde sportpark Nieuw Terbregge in Hillegersberg-Schiebroek in gebruik genomen.

## Stand
| Pos | Team                    | Wed | W  | G  | V  | Ptn | DV | DT | +/− | Promotie, kwalificatie of degradatie                                              |
| --- | ----------------------- | --- | -- | -- | -- | --- | -- | -- | --- | --------------------------------------------------------------------------------- |
| 1   | SV Spakenburg (K)       | 34  | 26 | 4  | 4  | 82  | 89 | 38 | +51 | Kampioen, zonder promotie. Vrijstelling van voorrondes KNVB Bekertoernooi 2024/25 |
| 2   | De Treffers             | 34  | 22 | 5  | 7  | 71  | 66 | 42 | +24 | Vrijstelling van voorrondes KNVB Bekertoernooi 2024/25                            |
| 3   | Quick Boys              | 34  | 18 | 8  | 8  | 62  | 69 | 47 | +22 | Vrijstelling van voorrondes KNVB Bekertoernooi 2024/25                            |
| 4   | VV Katwijk              | 34  | 19 | 2  | 13 | 59  | 62 | 49 | +13 | Vrijstelling van voorrondes KNVB Bekertoernooi 2024/25                            |
| 5   | AFC                     | 34  | 16 | 9  | 9  | 57  | 63 | 47 | +16 |                                                                                   |
| 6   | GVVV                    | 34  | 15 | 9  | 10 | 54  | 57 | 53 | +4  |                                                                                   |
| 7   | Jong Sparta Rotterdam   | 34  | 14 | 7  | 13 | 49  | 59 | 53 | +6  |                                                                                   |
| 8   | Jong Almere City        | 34  | 13 | 10 | 11 | 49  | 60 | 55 | +5  |                                                                                   |
| 9   | ACV                     | 34  | 14 | 5  | 15 | 47  | 49 | 54 | −5  |                                                                                   |
| 10  | HHC Hardenberg          | 34  | 12 | 8  | 14 | 44  | 48 | 43 | +5  |                                                                                   |
| 11  | Koninklijke HFC         | 34  | 11 | 11 | 12 | 44  | 50 | 48 | +2  |                                                                                   |
| 12  | ADO '20                 | 34  | 12 | 6  | 16 | 42  | 45 | 56 | −11 |                                                                                   |
| 13  | Rijnsburgse Boys        | 34  | 11 | 8  | 15 | 41  | 49 | 57 | −8  |                                                                                   |
| 14  | VV Noordwijk            | 34  | 8  | 15 | 11 | 39  | 43 | 52 | −9  |                                                                                   |
| 15  | SVV Scheveningen        | 34  | 7  | 12 | 15 | 33  | 44 | 61 | −17 |                                                                                   |
| 16  | Excelsior Maassluis (O) | 34  | 8  | 8  | 18 | 32  | 42 | 62 | −20 | Promotie-/degradatiewedstrijden met derdedivisionisten                            |
| 17  | Kozakken Boys (R)       | 34  | 5  | 8  | 21 | 23  | 36 | 65 | −29 | Promotie-/degradatiewedstrijden met derdedivisionisten                            |
| 18  | FC Lisse (R)            | 34  | 4  | 7  | 23 | 19  | 35 | 84 | −49 | Degradatie naar de Derde divisie                                                  |

1. ↑  Winnaar eerste (speelronde 1-12) en derde periodetitel (speelronde 24-34)
2. ↑  Play-off ticket van derde periodetitel SV Spakenburg
3. ↑  Winnaar tweede periodetitel (speelronde 13-23)

## Programma/uitslagen
| Thuis \ Uit           | ACV | ADO | AFC | GVV | EXM | HFC | HHC | JAL | JSP | KAT | KOZ | LIS | NOO | QUI | RIJ | SCH | SPA | TRE |
| --------------------- | --- | --- | --- | --- | --- | --- | --- | --- | --- | --- | --- | --- | --- | --- | --- | --- | --- | --- |
| ACV                   |     | 2–2 | 0–2 | 3–0 | 3–1 | 0–0 | 1–3 | 1–0 | 4–2 | 3–1 | 1–2 | 2–0 | 1–1 | 1–0 | 2–1 | 0–3 | 1–2 | 2–3 |
| ADO '20               | 1–2 |     | 3–0 | 2–2 | 3–0 | 1–4 | 3–0 | 1–1 | 1–5 | 2–1 | 4–2 | 1–2 | 1–1 | 1–1 | 0–1 | 4–1 | 1–2 | 0–2 |
| AFC                   | 3–0 | 2–0 |     | 3–1 | 2–2 | 1–3 | 2–2 | 4–1 | 3–1 | 3–2 | 2–1 | 4–0 | 1–3 | 0–3 | 1–1 | 1–1 | 1–3 | 1–1 |
| GVVV                  | 3–1 | 2–1 | 3–0 |     | 2–1 | 2–2 | 2–1 | 0–0 | 2–2 | 2–4 | 2–1 | 2–2 | 2–1 | 0–1 | 1–4 | 1–0 | 2–3 | 1–1 |
| Excelsior Maassluis   | 2–0 | 0–1 | 2–1 | 2–0 |     | 0–3 | 0–1 | 5–3 | 0–1 | 1–2 | 0–0 | 5–0 | 1–0 | 2–4 | 2–0 | 2–2 | 1–1 | 0–1 |
| Koninklijke HFC       | 2–4 | 3–0 | 0–2 | 0–1 | 1–2 |     | 1–1 | 0–2 | 1–1 | 2–0 | 1–1 | 1–4 | 2–2 | 1–1 | 4–0 | 1–0 | 2–1 | 0–2 |
| HHC Hardenberg        | 3–0 | 1–0 | 1–2 | 0–1 | 1–0 | 3–2 |     | 1–0 | 2–0 | 1–2 | 0–0 | 1–1 | 1–0 | 1–3 | 3–3 | 3–4 | 2–0 | 1–3 |
| Jong Almere City      | 3–1 | 4–1 | 1–5 | 3–3 | 2–1 | 1–1 | 1–0 |     | 1–1 | 0–1 | 1–1 | 6–1 | 3–1 | 2–0 | 0–2 | 4–1 | 2–2 | 1–3 |
| Jong Sparta Rotterdam | 3–1 | 0–1 | 0–0 | 0–3 | 2–2 | 4–1 | 0–3 | 2–0 |     | 0–2 | 1–0 | 3–1 | 0–0 | 2–2 | 2–1 | 1–2 | 1–2 | 0–1 |
| VV Katwijk            | 2–0 | 4–2 | 2–0 | 0–2 | 2–1 | 3–1 | 1–0 | 1–3 | 3–4 |     | 3–2 | 3–1 | 2–2 | 0–1 | 3–0 | 0–2 | 1–4 | 0–1 |
| Kozakken Boys         | 0–0 | 2–3 | 0–5 | 0–4 | 2–1 | 1–2 | 1–1 | 3–4 | 1–2 | 1–2 |     | 2–0 | 1–3 | 1–2 | 1–2 | 1–1 | 0–3 | 1–2 |
| FC Lisse              | 0–1 | 0–1 | 0–1 | 2–2 | 1–1 | 2–1 | 0–5 | 1–1 | 4–7 | 1–5 | 2–1 |     | 1–3 | 0–2 | 1–2 | 0–2 | 1–3 | 0–2 |
| VV Noordwijk          | 2–3 | 2–2 | 1–1 | 0–0 | 1–1 | 1–1 | 1–0 | 0–0 | 0–2 | 0–1 | 1–2 | 3–2 |     | 0–0 | 1–4 | 2–2 | 0–3 | 2–2 |
| Quick Boys            | 0–3 | 1–4 | 2–5 | 4–1 | 5–0 | 1–2 | 3–2 | 4–1 | 3–1 | 2–0 | 1–1 | 3–0 | 0–5 |     | 2–2 | 5–1 | 1–1 | 2–4 |
| Rijnsburgse Boys      | 1–1 | 0–1 | 1–1 | 1–2 | 5–0 | 0–2 | 2–1 | 1–2 | 1–4 | 0–3 | 2–1 | 1–1 | 2–3 | 1–1 |     | 0–0 | 4–3 | 2–4 |
| SVV Scheveningen      | 2–3 | 0–1 | 1–1 | 3–1 | 2–2 | 1–1 | 2–2 | 2–2 | 0–3 | 0–4 | 0–1 | 2–2 | 0–0 | 0–5 | 0–2 |     | 1–2 | 5–0 |
| SV Spakenburg         | 2–1 | 3–0 | 0–2 | 4–1 | 4–2 | 2–1 | 1–0 | 4–3 | 3–1 | 2–2 | 3–1 | 3–1 | 8–0 | 5–1 | 2–0 | 2–0 |     | 3–0 |
| De Treffers           | 2–1 | 3–0 | 5–1 | 1–4 | 4–0 | 1–1 | 1–1 | 0–2 | 2–1 | 3–0 | 4–1 | 2–1 | 0–1 | 1–3 | 2–0 | 2–1 | 1–3 |     |

1. ↑  Vanwege een onbespeelbaar veld door vorst en sneeuwval werd de wedstrijd tussen ACV en HHC Hardenberg van 20 januari 2024 uitgesteld.[7] Op 10 februari 2024 werd de wedstrijd ingehaald.
2. ↑  Vanwege een onbespeelbaar veld na zware regenval werd de wedstrijd tussen Koninklijke HFC en VV Katwijk van 11 november 2023 uitgesteld.[8] Op 9 maart 2024 werd de wedstrijd ingehaald.
3. ↑  Vanwege een onbespeelbaar veld door vorst en regenval werd de wedstrijd tussen HHC Hardenberg en Excelsior Maassluis van 13 januari 2024 uitgesteld.[9] Op 9 maart 2024 werd de wedstrijd ingehaald.
4. ↑  De wedstrijd tussen Jong Almere City FC en Jong Sparta Rotterdam van 30 september 2023 (1–0 einduitslag) werd door de KNVB op 12 oktober 2023 ongeldig verklaard, omdat in deze wedstrijd een niet-speelgerechtigde speler meedeed bij Jong Almere City FC.[10] Op 21 november 2023 werd de wedstrijd overgespeeld.[11]
5. ↑  De wedstrijd tussen Jong Almere City en VV Katwijk van 26 augustus 2023 werd bij een 0–1 tussenstand in de 70e minuut gestaakt vanwege onweer.[12] Het restant van de wedstrijd werd op 29 augustus 2023 uitgespeeld.[13]
6. ↑  De wedstrijd tussen Jong Almere City FC en FC Lisse van 23 september 2023 (1–1 einduitslag) werd door de KNVB op 12 oktober 2023 ongeldig verklaard, omdat in deze wedstrijd een niet-speelgerechtigde speler meedeed bij Jong Almere City FC.[10] Op 10 februari 2024 werd de wedstrijd overgespeeld.
7. ↑  Vanwege een onbespeelbaar veld door vorst en sneeuwval werd de wedstrijd tussen FC Lisse en VV Katwijk op zowel 13 januari als 16 januari 2024 uitgesteld.[14] De wedstrijd werd op 27 februari 2024 alsnog ingehaald.[15]
8. ↑  Vanwege een onbespeelbaar veld na zware regenval werd de wedstrijd tussen Rijnsburgse Boys en Excelsior Maassluis van 11 november 2023 uitgesteld.[8] Op 13 februari 2024 werd de wedstrijd ingehaald.
9. ↑  De wedstrijd tussen Rijnsburgse Boys en Quick Boys van 2 september 2023 werd uitgesteld na brand in de kantine van de Rijnsburgse Boys.[16] Op 21 oktober 2023 werd de wedstrijd ingehaald.[17]
10. ↑  Vanwege een onbespeelbaar veld door vorst en sneeuwval werd de wedstrijd tussen Rijnsburgse Boys en SV Spakenburg van 20 januari 2024 uitgesteld.[18] Op 9 maart 2024 werd de wedstrijd ingehaald.
11. ↑  Vanwege een onbespeelbaar veld door vorst en sneeuwval werd de wedstrijd tussen GVVV en De Treffers van 20 januari 2024 uitgesteld.[19] Op 9 maart 2024 werd de wedstrijd ingehaald.

## Statistieken

### Aantal goals per speelronde
| 32 |

| 22 |

| 29 |

| 30 |

| 29 |

| 31 |

| 22 |

| 23 |

| 23 |

| 35 |

| 29 |

| 26 |

| 29 |

| 28 |

| 34 |

| 24 |

| 24 |

| 33 |

| 42 |

| 23 |

| 22 |

| 32 |

| 25 |

| 29 |

| 26 |

| 30 |

| 21 |

| 33 |

| 27 |

| 27 |

| 36 |

| 30 |

| 31 |

| 25 |

| 28,02 |

| Tweede divisie | Totaal: 953 doelpunten |

| Tweede divisie | Totaal: 953 doelpunten |

### Topscorers
| Pos. | Speler                                                           | Team                                                  | Goal |
| ---- | ---------------------------------------------------------------- | ----------------------------------------------------- | ---- |
| 1.   | Ahmed el Azzouti                                                 | SV Spakenburg                                         | 25   |
| 2.   | Rob van der Leij                                                 | HHC Hardenberg                                        | 22   |
| 3.   | Nick Broekhuizen                                                 | Quick Boys                                            | 18   |
| 4.   | Sem van Duijn, Mukhtar Suleiman                                  | Quick Boys, SV Spakenburg                             | 16   |
| 5.   | Tim Waterink, Furhgill Zeldenrust, Tijmen Wildeboer, Ilias Latif | De Treffers, Rijnsburgse Boys, Jong Almere City, GVVV | 15   |

Laatst bijgewerkt: 25 mei 2024

### Bezoekersgemiddeldes per club
| Pos. | Club                  | Toeschouwers |
| ---- | --------------------- | ------------ |
| 1.   | Quick Boys            | 1.631        |
| 2.   | SV Spakenburg         | 1.391        |
| 3.   | VV Katwijk            | 939          |
| 4.   | GVVV                  | 869          |
| 5.   | HHC Hardenberg        | 817          |
| 6.   | De Treffers           | 758          |
| 7.   | Rijnsburgse Boys      | 691          |
| 8.   | Kozakken Boys         | 614          |
| 9.   | ACV                   | 606          |
| 10.  | VV Noordwijk          | 539          |
| 11.  | Excelsior Maassluis   | 533          |
| 12.  | ADO '20               | 514          |
| 13.  | FC Lisse              | 479          |
| 14.  | Koninklijke HFC       | 450          |
| 15.  | AFC                   | 350          |
| 16.  | Jong Almere City      | 349          |
| 17.  | SVV Scheveningen      | 336          |
| 18.  | Jong Sparta Rotterdam | 238          |

Bron: Gebaseerd op officieuze cijfers van Transfermarkt

Laatst bijgewerkt: 25 mei 2024

### Overig
| Statistiek                                        | Uitslag/clubs                                                                                                  |
| ------------------------------------------------- | --- |
| Aantal thuis overwinningen                        | 119 (39%) |
| Aantal Uit overwinningen                          | 116 (38%) |
| Aantal gelijke spelen                             | 71 (23%) |
| Totaal aantal doelpunten (thuis)                  | 497 |
| Totaal aantal doelpunten (uit)                    | 469 |
| Gemiddeld aantal doelpunten per wedstrijd         | 3,16 |
| Gemiddeld aantal doelpunten per wedstrijd (thuis) | 1,62 |
| Gemiddeld aantal doelpunten per wedstrijd (uit)   | 1,53 |
| Grootste overwinning (thuis)                      | SV Spakenburg - VV Noordwijk (8-0)                                                                             |
| Grootste overwinning (uit)                        | Kozakken Boys - AFC, FC Lisse - HHC Hardenberg, Quick Boys - VV Noordwijk, SVV Scheveningen - Quick Boys (0-5) |
| Meest doelpuntrijke wedstrijd                     | FC Lisse - Jong Sparta Rotterdam (4-7)                                                                         |
| Meeste clean sheets                               | HHC Hardenberg (11x)                                                                                           |
| Meeste clean sheets (thuis)                       | HHC Hardenberg (8x)                                                                                            |
| Meeste clean sheets (uit)                         | AFC (6x) |
| Minste aantal wedstrijden zonder te scoren        | SV Spakenburg (2x)                                                                                             |
| Langste reeks overwinningen                       | SV Spakenburg (9 wedstrijden)                                                                                  |
| Langste reeks zonder nederlaag                    | SV Spakenburg (19 wedstrijden)                                                                                 |
| Langste reeks de 0 gehouden                       | HHC Hardenberg (5 wedstrijden)                                                                                 |
| Langste reeks nederlagen                          | SVV Scheveningen (8 wedstrijden)                                                                               |
| Langste reeks zonder overwinning                  | SVV Scheveningen (13 wedstrijden)                                                                              |

Bron: Gebaseerd op officieuze cijfers van hollandsevelden

Laatst bijgewerkt: 25 mei 2024
1956/57 · 
1957/58 · 
1958/59 · 
1959/60 · 
1960/61 · 
1961/62 · 
1962/63 · 
1963/64 · 
1964/65 · 
1965/66 · 
1966/67 · 
1967/68 · 
1968/69 · 
1969/70 · 
1970/71 · 
2016/17 · 
2017/18 · 
2018/19 ·
2019/20 ·
2020/21 ·
2021/22 ·
2022/23 ·
2023/24 ·
2024/25 ·
2025/26